# Toeleveringsbedrijf
Een toeleveringsbedrijf is een bedrijf dat grondstoffen en/of halffabricaten levert aan productiebedrijven.
Er bestaan meerdere standpunten met betrekking tot het al dan niet uitbesteden van taken aan toeleveranciers:
- Het ene uiterste standpunt is dat een bedrijf alles in handen houdt, zoals het geval was bij de Kombinaten. Bedrijven als Philips neigden na de Eerste Wereldoorlog ook naar deze filosofie, aangezien ze leden aan de grondstoffenschaarste ten gevolge van genoemde oorlog. Zo ontstond bij Philips een eigen glasfabriek, golfkartonfabriek en later een kunststoffenfabriek waar bakeliet werd geproduceerd onder de merknaam Philite.
- Het andere uiterste is lean manufacturing, waarbij juist zo veel mogelijk wordt uitbesteed aan toeleveringsbedrijven en grondstoffen respectievelijk halffabricaten just in time worden aangeleverd.
- Niet verantwoordelijk hoeven zijn voor de arbeidsomstandigheden waaronder producten worden geproduceerd, zoals bij producten uit (ontwikkelings)landen waar de arbeids- en milieunormen niet worden nageleefd.

Een toeleveringsbedrijf is in het algemeen kwetsbaar als het bij een grote klant slecht gaat, zoals tijdens een economische recessie. Daarom zal een toeleveringsbedrijf gewoonlijk de risico's spreiden door meerdere en uiteenlopende klanten te bedienen (diversificatie).
Vaak hebben toeleveringsbedrijven hun eigen toeleveringsbedrijven. Zo zal een fabriek van personenauto's onder meer de motoren en de banden door gespecialiseerde firma's laten maken, maar de motoren bevatten op hun beurt ook weer diverse onderdelen welke in gespecialiseerde bedrijven worden gemaakt. Voorts kunnen toeleveranciers in tijden van productiepieken bepaalde werkzaamheden uitbesteden aan soortgelijke bedrijven. Op deze wijze ontstaan netwerken van bedrijven en bedrijvigheid, soms gegroepeerd rond een grote industrie.
Een voorbeeld van een (groot) toeleveringsbedrijf is de VDL Groep, hoewel dit bedrijf tevens eindproducten als autobussen vervaardigt. Er zijn echter doorgaans ook tal van kleinere bedrijven die als toeleverancier fungeren.